# 1566 Ікар
1566 Іка́р (1566 Icarus, дав.-гр. Ἴκαρος) — невеликий навколоземний астероїд із групи Аполлона з надзвичайно витягнутою орбітою. Він був відкритий 27 червня 1949 року німецьким астрономом Вальтером Бааде в Паломарській обсерваторії (США) і названий на честь Ікара — персонажа давньогрецької міфології, відомого своєю незвичайною смертю.

## Орбітальні характеристики

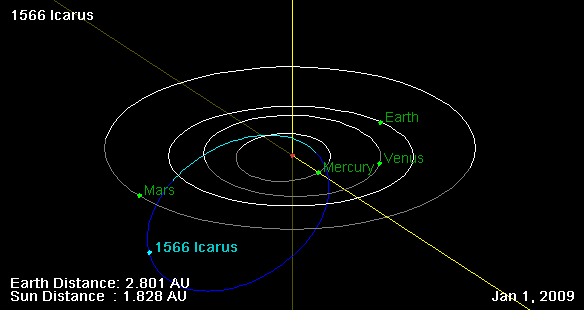
Орбіта астероїда Ікар і його положення в Сонячній системі

Астероїд Ікар обертається навколо Сонця на відстані 0,19—1,97 а. о. раз на 13 місяців (409 днів; велика піввісь — 1,08 а. о.). Дуга спостереження за тілом починається з його офіційного відкриття в Паломарі в 1949 році.
Астероїд має високий ексцентриситет орбіти — майже 0,83 і нахил 23° відносно до екліптики, через що у процесі свого руху орбітою він значно змінює свою відстань від Сонця й перетинає орбіти всіх планет земної групи. Цим Ікар виправдовує свою назву — адже в перигелії своєї орбіти він проникає всередину орбіти Меркурія і наближається до Сонця на відстань 28,5 млн км. З 1949 року і до відкриття 3200 Фаетона в 1983 році він був відомий як астероїд, що пройшов найближче до Сонця.

### Наближення
Мінімальна відстань перетину орбіти Ікара з Землею становить 0,0352 а. о. (5 270 000 км), що дорівнює 13,7 відстані до Місяця. Цей навколоземний об'єкт і потенційно небезпечний астероїд здійснює близькі зближення з Землею в червні з інтервалами в 9, 19 або 28 років.
У період між 1949 і 1968 роками Ікар підійшов до Меркурія настільки близько, що той своїм гравітаційним полем змінив орбіту астероїда. У 1968 році австралійські астрономи здійснили розрахунки, згідно з якими Ікар унаслідок наближення до Землі тогоріч може впасти на неї — в Індійському океані, неподалік африканського узбережжя. На щастя, ці розрахунки виявилися хибними: астероїд розминувся із Землею на відстані лише 6,36 млн км. Утім, якби він все ж упав на Землю, енергія удару відповідала б 100 Мт у тротиловому еквіваленті. Під час цього підходу Ікар став першою малою планетою, яку спостерігали за допомогою радара, було отримано вимірювання на обсерваторії Haystack і на станції відстеження Goldstone.
Ікар наближається до Землі кожні 9, 19 та 38 років. Останнє значне зближення відбулося 16 червня 2015 року, коли Ікар пройшов повз Землю на відстані 0,05383 а. о. (8 053 000 км). До цього попереднє зближення відбулося 11 червня 1996 року на відстані 0,10119 а. о. (15 138 000 км), що майже в 40 разів далі від Місяця. Наступний помітно близький підхід відбудеться 13 червня 2043 року на відстані 0,0586 а. о. (8 770 000 км) від Землі.

## Проєкт «Ікар»
Навесні 1967 року професор Массачусетського технологічного інституту дав своїм студентам завдання розробити проєкт знищення цього астероїда на випадок його неминучого зіткнення із Землею. Цей проєкт став відомий під назвою «Ікар». Перше повідомлення про нього з'явилося в журналі «Тайм» у червні 1967 року, а найкращі роботи були опубліковані у вигляді книги рік по тому. Ця робота надихнула голлівудських продюсерів на створення фільму-катастрофи «Метеор».
План студентів спирався на нову ракету «Сатурн V», яка здійснила свій перший політ лише після завершення роботи над звітом. Під час навчання студенти відвідали Космічний центр ім. Кеннеді у Флориді, де були настільки вражені будівлею збірки ракет, що писали про «приголомшливу реальність», яка «повністю стерла» їхні сумніви щодо використання технологій, пов'язаних з програмою «Аполлон» і ракетами «Сатурн». Остаточний план передбачав використання шести ракет «Сатурн V» (запозичених з поточної програми «Аполлон»), кожна з яких запускатиметься зі змінним інтервалом від кількох місяців до кількох годин до моменту зіткнення з ціллю. Кожна ракета мала бути оснащена однією ядерною боєголовкою потужністю 100 мегатонн, а також модифікованим Службовим і Командним модулями «Аполлон» без екіпажу для наведення на ціль. Боєголовки мали бути підірвані на відстані 30 метрів від поверхні, відхиливши від курсу або частково зруйнувавши астероїд. Залежно від подальшого впливу на курс або руйнування астероїда, подальші місії могли бути змінені або скасовані за необхідності. Останній запуск шостої ракети мав би відбутися за 18 годин до зіткнення.

## Ікар у культурі
- У радянському науково-фантастичному фільмі «Небо кличе» (1959) на астероїд Ікар здійснює аварійну посадку радянська рятувальна експедиція з американцями на борту. Їм намагаються допомогти з Землі.
- Американський письменник Артур Кларк (1960) в науково-фантастичному оповіданні «Літо на Ікарі» описує умови на астероїді, де через несправність космокара опинився астронавт Шерард — учасник експедиції для дослідження Сонця.